# Pretty Yende
Pretty Yende OIS (Piet Retief, Mpumalanga, África do Sul, 6 de março de 1985) é uma cantora lírica sul-africana. A sua voz é soprano. Atuou em papéis principais de várias óperas em teatros de todo o mundo, incluindo o La Scala e a Metropolitan Opera.
Yende foi influenciada a aprender ópera aos 16 anos, quando viu um anúncio televisivo da British Airways com o Dueto das Flores da ópera Lakmé de Leo Delibes.  Entrou depois no South African College of Music, e entre os seus professores esteve Virginia Davids. Graduou-se cum laude. Também estudou na Accademia Teatro alla Scala em Milão.

## Carreira
Yende venceu o primeiro prémio de ópera e opereta da International Hans Gabor Belvedere Singing Competition 2009 em Viena, e em 2010 o primeiro prémio da Competição Internacional Vincenzo Bellini. Em 2011 venceu a Operalia, The World Opera Competition, realizada então em Moscovo.
Em 2012 interpretou Musetta na ópera La bohème de Puccini no La Scala em Milão. Yende estreou na Metropolitan Opera em Nova Iorque em 17 de janeiro de 2013, no papel de Adèle na ópera Le comte Ory de Rossini, substituindo Nino Machaidze. Em 2015 interpretou Susanna em As Bodas de Fígaro de Mozart na Ópera de Los Angeles. Em 2016 interpretou Rosina em O Barbeiro de Sevilha e o papel principal de Lucia di Lammermoor na Ópera de Paris.
Yende cantou no espetáculo de Andrea Bocelli intitulado Concerto: One Night in Central Park (2011), e foi a principal artista de "Ode À L'Humanité" (Ode à Humanidade, antes chamada "Aria") na colaboração entre Yanni e Plácido Domingo denominada Inspirato (2014).
Yende assinou um prolongado contrato discográfico com a Sony Classical em outubro de 2015. O seu primeiro disco no âmbito do contrato tem o título "A Journey".

## Distinções
Yende recebeu a Ordem de Prata de Ikhamanga em 27 de abril de 2013.